# Хлуп, Отокар
Отокар Хлуп (чеш. Otokar Chlup; 30 августа 1875, Босковице, Моравия, Австро-Венгрия — 14 мая 1965, Прага) — чехословацкий педагог, профессор Масарикова университета, академик Чехословацкой Академии наук (1952).

## Биография
В 1899 году окончил Пражский университет. Учительствовал. Для ознакомления с новыми течениями в педагогике посетил ряд западных стран (Швейцария, Англия, Германия, Франция).
Участник Первой Мировой войны на Восточном фронте. После окончания войны начал заниматься научной деятельностью.
С 1921 года преподавал в Высшей педагогической школе в Праге, в 1922 году стал первым директором Педагогической семинарии на факультете искусств Масарикова университета, возглавлял Высшие педагогические школы в Брно и Праге.
В 1923—1938 годах — профессор университета в Брно. В 1946—53 — первый избранный декан учрежденного в 1945 педагогического факультета Карлова университета в Праге. В 1946—1953 годах — первый декан педагогического факультета Карлова университета.
В 1955—1957 годах читал лекции на философском факультете. Основатель (в 1957) и директор Института педагогических наук им. Я. А. Коменского Чехословацкой АН.
Ранние работы посвящены преимущественно проблемам нравственного воспитания («Об этике и педагогике», 1905; «О воспитании воли», 1910, и др.) и психологии («Память», 1918).
Один из активных сторонников школьных преобразований. Автор трудов по проблемам обучения («Дидактика средней школы», 1935, и др.), педагогического образования («О подготовке учителей в высш. школе», 1937), истории педагогики. Основал Общество нового воспитания (Брно), был редактором (с 1927) его журнала. В 1920-х годах разрабатывал вопросы экспериментальной педагогики.
В трудах 1930-х годов рассматривал педагогику как науку по преимуществу общественную и полемизировал с прагматистскими и бихевиористскими концепциями. Признавая важным изучение иностранного педагогического опыта, считал необходимым использовать прежде всего национальное педагогическое наследие, стремился широко представить его в своем учебнике «Педагогика» (1936; 1948) и «Педагогической энциклопедии» (т. 1—3, 1938—1940).

## Избранные труды
- O etice a pedagogice — 1905
- O mravní výchově a morálním vyučování — 1907
- Rukověť přirozené mravouky ve škole — 1922
- Vývoj pedagogických idejí v novém věku — 1925
- O školu měšťanskou — 1931
- Pedagogika — 1933
- Vysokoškolské vzdělání učitelstva — 1937
- Pedagogická encyklopedie — т. 1-3: 1938—1940 (в соавт)
- Pedagogicke stati — 1955
- K základnim otázkám pedagogiky — 1957
- Několik statí k základnímu učivu — 1958
- Cesta k socialistické škole — 1965
- Středoškolská didaktika — 1935
- Избранные педагогические сочинения. / [Вступ. статья К. Галлы, с. 6 — 26]. — М. : Просвещение, 1966. — 200 с.